# 이상한 나라의 며느리
《이상한 나라의 며느리》는 2018년 6월 6일부터 2019년 7월 18일까지 MBC TV에서 방송되었던 예능 프로그램이다.

## 기획 의도
결혼 이후 여성에게 보다 많은 책임과 희생을 요구하는 이 사회의 불합리한 관행을 과감하게 꼬집어낼 색다른 형태의 관찰 예능 프로그램

## 진행자
- 이현우
- 권오중
- 이지혜

## 방송 시간
| 방송 채널 | 방송 기간                         | 방송 시간                           | 방송 시간                            | 방송 분량 | 비고           |
| --------- | --------------------------------- | ----------------------------------- | ------------------------------------ | --------- | -------------- |
| MBC TV    | 2018년 4월 12일 ~ 2018년 5월 3일  | 매주 목요일 저녁 8시 55분 ~ 밤 10시 | 매주 목요일 저녁 8시 55분 ~ 밤 10시  | 1시간 5분 | 파일럿 (3부작) |
| MBC TV    | 2018년 6월 6일 ~ 2018년 9월 5일   | 매주 수요일 저녁 8시 55분 ~ 밤 10시 | 매주 수요일 저녁 8시 55분 ~ 밤 10시  | 1시간 5분 | 정규 편성      |
| MBC TV    | 2018년 9월 27일 ~ 2019년 5월 16일 | 매주 목요일 저녁 8시 55분 ~ 밤 10시 | 매주 목요일 저녁 8시 55분 ~ 밤 10시  | 1시간 5분 | 정규 편성      |
| MBC TV    | 2019년 5월 22일 ~ 2019년 5월 30일 | 매주 목요일 밤 10시 5분 ~ 11시 5분  | 매주 목요일 밤 10시 5분 ~ 11시 5분   | 1시간     | 정규 편성      |
| MBC TV    | 2019년 6월 6일 ~ 2019년 7월 18일  | 1부                                 | 매주 목요일 밤 10시 5분 ~ 10시 35분  | 1시간     | 분리 편성      |
| MBC TV    | 2019년 6월 6일 ~ 2019년 7월 18일  | 2부                                 | 매주 목요일 밤 10시 35분 ~ 11시 05분 | 1시간     | 분리 편성      |